# Saint-Hélier
|  | Aquest article tracta sobre el municipi francès. Si cerqueu la ciutat de l'illa de Jersey, vegeu «Saint Helier». |

Saint-Hélier és un municipi francès, del departament de la Costa d'Or (regió de Borgonya - Franc Comtat. L'any 2007 tenia 39 habitants.

## Demografia

### Població
El 2007 la població de fet de Saint-Hélier era de 39 persones. Hi havia 16 famílies, de les quals 4 eren unipersonals (4 homes vivint sols), 8 parelles sense fills i 4 parelles amb fills.
La població ha evolucionat segons el següent gràfic:

### Habitatges
El 2007 hi havia 29 habitatges, 17 eren l'habitatge principal de la família, 6 eren segones residències i 6 estaven desocupats. Tots els 29 habitatges eren cases. Dels 17 habitatges principals, 14 estaven ocupats pels seus propietaris, 1 estava llogat i ocupat pels llogaters i 2 estaven cedits a títol gratuït; 1 tenia una cambra, 2 en tenien dues, 5 en tenien tres, 3 en tenien quatre i 6 en tenien cinc o més. 16 habitatges disposaven pel capbaix d'una plaça de pàrquing. A 9 habitatges hi havia un automòbil i a 5 n'hi havia dos o més.

### Piràmide de població
La piràmide de població per edats i sexe el 2009 era:
| Homes | Edats   | Dones |
| ----- | ------- | ----- |
| 0     | 95 o +  | 0     |
| 0     | 90 a 94 | 0     |
| 0     | 85 a 89 | 0     |
| 0     | 80 a 84 | 0     |
| 0     | 75 a 79 | 4     |
| 0     | 70 a 74 | 0     |
| 4     | 65 a 69 | 4     |
| 0     | 60 a 64 | 0     |
| 0     | 55 a 59 | 0     |
| 0     | 50 a 54 | 0     |
| 0     | 45 a 49 | 0     |
| 0     | 40 a 44 | 0     |
| 0     | 35 a 39 | 0     |
| 4     | 30 a 34 | 4     |
| 0     | 25 a 29 | 0     |
| 0     | 20 a 24 | 0     |
| 0     | 15 a 19 | 0     |
| 0     | 10 a 14 | 0     |
| 0     | 5 a 9   | 0     |
| 0     | 0 a 4   | 4     |

## Economia
El 2007 la població en edat de treballar era de 23 persones, 15 eren actives i 8 eren inactives. Les 15 persones actives estaven ocupades(9 homes i 6 dones). De les 8 persones inactives 3 estaven jubilades, 3 estaven estudiant i 2 estaven classificades com a «altres inactius».

## Poblacions properes
El següent diagrama mostra les poblacions més properes.